# Otto Broschek
Otto Broschek (* 17. September 1902 in Wien; † 9. April 1978 in Salzburg) war Leiter der Wiener Donauhafen Gesellschaft und Mitbegründer der Gebro Pharma GmbH.
Nachdem er die 1. Wiener Handels-Akademie absolviert hatte, war er zunächst Beamter der österreichischen Depositenbank (1921–1932), Leiter der Verlagsbuchhandlung und Geschäftsstelle der "Deutschen Gemeinschaft für alkoholfreie Kultur" in Wien und siedelte anschließend für zwei Jahre nach Meran in Südtirol über, wo er Mitarbeiter in der Apotheke seines Schwiegervaters wurde.
Von 1927 bis 1929 war er Prokurist und Filialleiter der Firma Hanf- Jute und Schafwollwaren Firma Xaver Moosbrugger in Wien, die ihren Hauptsitz in Bregenz (Vorarlberg) hatte.
Anschließend hatte Otto Broschek bis 1939 die selbständige Leitung der En Gros-Abteilung der Apotheke seines Schwiegervaters über, wo er eine Reihe von Generalvertretungen (Erzeugung und Verkauf) chemisch-pharmazeutischer Produkte aus Deutschland für Italien und dessen Kolonien übernahm.
1940 wurde Otto Broschek Leiter der Wiener Donauhafen Gesellschaft und war damit für den Ausbau und Betrieb der Häfen in Wien zuständig. 1944 musste er allerdings zur deutschen Wehrmacht einrücken.
Nach einer kurzen Kriegsgefangenschaft im Jahr 1945 siedelte er mit seiner Familie nach Fieberbrunn über, wo er 1947 gemeinsam mit seiner Frau Grete Broschek sowie den jetzigen Eigentümern Herbert und Helga Broschek Gebro Pharma GmbH gründete.
Otto Broschek starb am 9. April 1978 im Krankenhaus Salzburg. Beigesetzt wurde er in Fieberbrunn.